# Cementerio de la Recoleta
Cementerio de la Recoleta – cmentarz położony w ekskluzywnej dzielnicy Recoleta w Buenos Aires. Znajdują się tu groby najważniejszych i najbardziej wpływowych mieszkańców Argentyny: naukowców, artystów, bohaterów wojennych i prominentnych polityków, w tym kilku prezydentów. Najsłynniejszą osobą pochowaną na cmentarzu jest Eva Perón.
Cmentarz został zaprojektowany przez francuskiego inżyniera Próspero Catelina i zmieniony w roku 1881 przez włoskiego architekta Juana Antonia Buschiazzo.
Wejście na cmentarz prowadzi przez neoklasycystyczną bramę z wysokimi greckimi kolumnami. Na cmentarzu znajduje się wiele misternych, marmurowych mauzoleów z licznymi statuami, w różnych stylach. Część z nich zachowana jest w bardzo dobrym stanie, inne prawie się zawalają. Niektóre używane są jako podręczne magazyny, gdzie na trumnach przechowuje się środki czystości czy narzędzia ogrodnicze.
Charakterystyczne dla Recolety są gromady kotów, które zbierają się w okolicach bramy, gdzie są dokarmiane przez okolicznych mieszkańców.

## Pochowani na La Recoleta

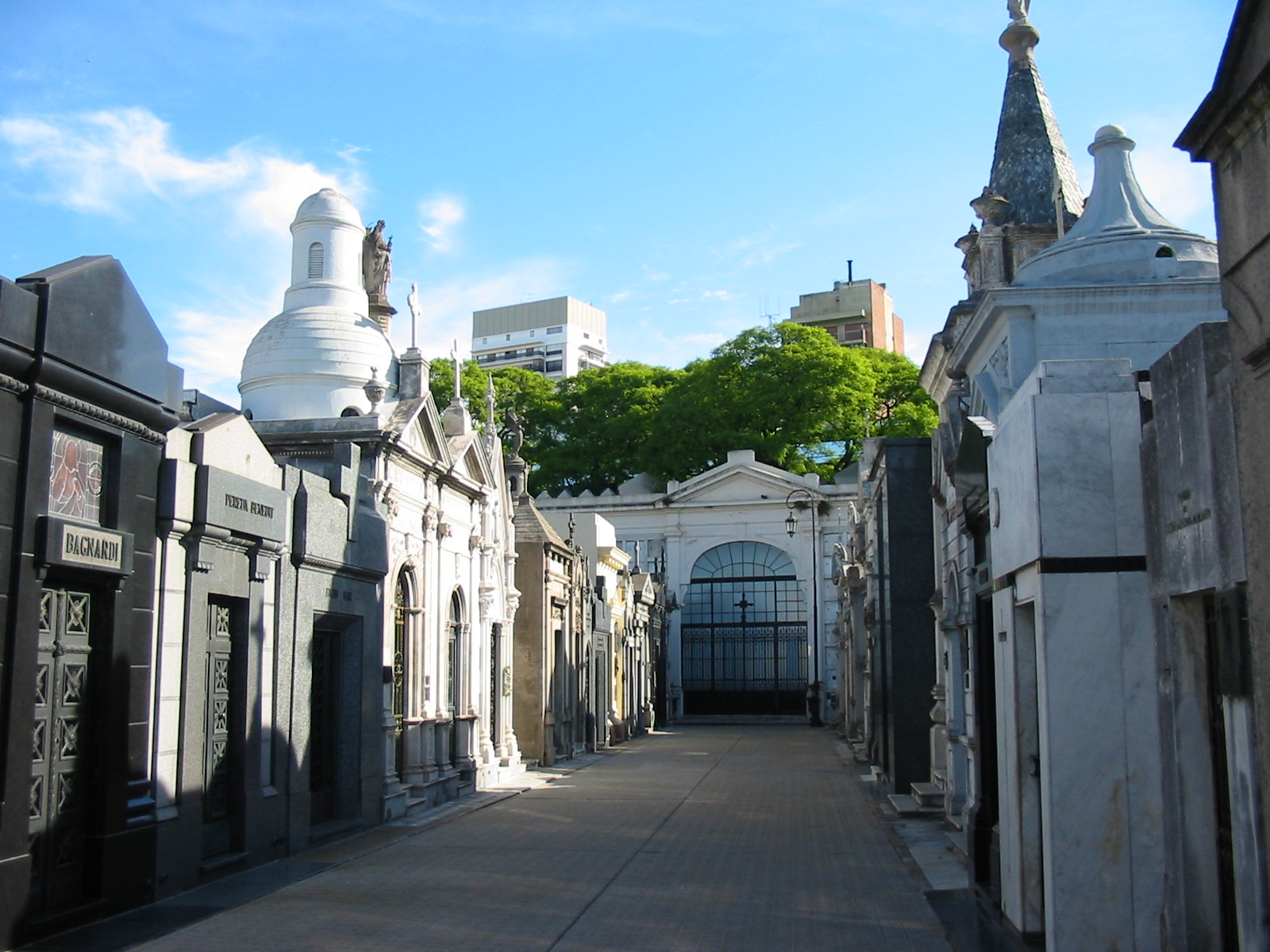
Widok na cmentarz

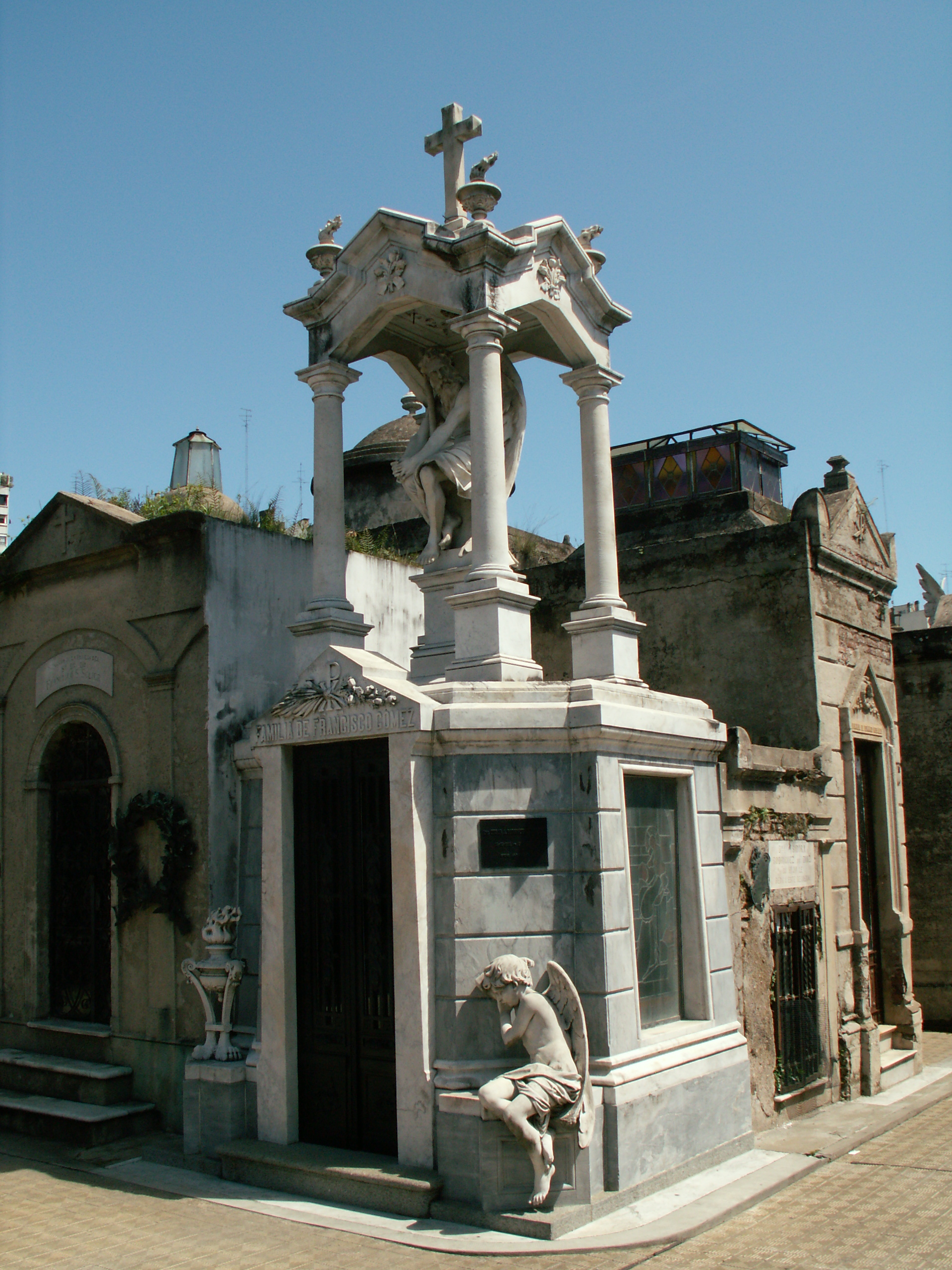
Widok na jeden z grobów

Wśród pochowanych na La Recoleta są:
- Guillermo Brown (1777–1857), admirał, twórca argentyńskiej marynarki wojennej
- Juan Bautista Alberdi (1810–1884), pisarz, polityk, prawnik
- Juan Pujol, pierwszy gubernator prowincji Corrientes
- Luis César Amadori (1902–1977), poeta, kompozytor
- Nicolás Avellaneda (1837–1885), prezydent Argentyny
- Susan Barrantes (1937–1998), matka Sary Ferguson, księżnej Yorku
- Adolfo Bioy Casares (1914–1999), pisarz
- Miguel Juárez Celman (1844–1909), prezydent Argentyny
- Juan Manuel de Rosas (1793–1877), polityk
- Luis Ángel Firpo (1894–1960), bokser wagi ciężkiej, pretendent do mistrzostwa świata
- Oliverio Girondo (1891–1967), poeta, dziennikarz
- José Hernández (1834–1886), pisarz
- Arturo Umberto Illia (1900–1983), prezydent Argentyny
- Enrique Larreta (1875–1961), pisarz
- Luis Federico Leloir (1906–1987), naukowiec, zdobywca Nagrody Nobla w dziedzinie chemii
- Leandro Alem (1844–1896) polityk
- Cándido López (1840–1902), malarz
- Vicente López y Planes (1785–1856), polityk
- Leopoldo Lugones (1874–1938), pisarz
- Eduardo Mallea (1903–1982), pisarz
- Carlos Menditéguy (1915–1973), kierowca wyścigowy
- Bartolomé Mitre (1821–1906), pisarz, prezydent Argentyny
- Silvina Ocampo (1903–1993) poetka, autorka opowiadań i artystka
- Victoria Ocampo (1890–1979), pisarka, intelektualistka
- Carlos Pellegrini (1846–1906), prezydent Argentyny
- Luis Piedrabuena (1833–1883), odkrywca, podróżnik
- Eva Perón (1919–1952), pierwsza dama
- Honorio Pueyrredón (1876–1945), mąż stanu
- Hipólito Yrigoyen (1852–1933), polityk, prezydent Argentyny
- Dante Quinterno (1909–2003), karykaturzysta
- Carlos Saavedra Lamas (1878–1959), mąż stanu, zdobywca Nagrody Nobla
- Domingo Faustino Sarmiento (1811–1888), pisarz, prezydent Argentyny
- Juan Facundo Quiroga (1790–1835), caudillo (bohater książki Facundo)
- Zbigniew Żółtowski (1888–1973), polski dyplomata